# Enciso (kommun i Spanien)
Enciso är en kommun i Spanien. Den ligger i den autonoma regionen La Rioja i norra delen av landet, 230 km nordost om huvudstaden Madrid. Antalet invånare är 170 (2024).